# Victoria Buzău
Victoria Buzău a fost un club profesionist de fotbal ce a evoluat la sfârșitul anilor '50 în  Divizia C.

## Perioada Tecuci
În  anul 1955, Întreprinderea de  Construcții Metalice- "ICM Tecuci" a sprijinit fondarea clubului de fotbal și a ales numele de  Victoria Tecuci.
Anul următor echipa promovează în Divizia C și chiar reușește să se mențină onorabil în cea de a treia divizie,încheind Seria I pe poziția a 4-a(din 12 echipe) cu 26 de puncte.
În sezonul 1957 - 1958, Victoria Tecuci adună 33 de puncte în urma a 14 victorii, 5 egaluri, 7 înfrângeri, ocupând astfel locul 3.

## Perioada Buzău
În anul 1958, echipa este mutată la Buzău din ordinul secretarilor partidului comunist devenind astfel Victoria Buzău.
Mutarea echipei la Buzău avea să fie de bun augur pentru că la sfârșitul sezonului 1958 - 1959, Victoria Buzău promavase în Divizia B,după ce cucerise Seria a II-a cu 26 de puncte adunate după 12 victorii, 2 egaluri și 4 înfrângeri. 
Sezonul următor 1959 - 1960 găsea formația buzoiană în Divizia B, Seria I. Echipa nu a făcut față eșalonului secund și astfel a retrogradat la limită de pe penultima poziție (poziția 13 din 14). Doar 3 puncte i-au lipsit grupării buzoiene pentru a rămâne în divizia secundă. În Seria I numai puțin de 5 echipe aveau la sfârșit de sezon câte 24 de puncte, iar Victoria stătea bine la capitolul golaveraj.